# Odontomyia angustilimbata
Odontomyia angustilimbata är en tvåvingeart som beskrevs av Enrico Adelelmo Brunetti 1923. Odontomyia angustilimbata ingår i släktet Odontomyia och familjen vapenflugor.
Artens utbredningsområde är Sri Lanka. Inga underarter finns listade i Catalogue of Life.